# Caspar CLE 12
Caspar CLE 12 var ett tyskt passagerarflygplan.
Flygplanet premiärvisades på internationella luftfartsutställningen i Göteborg 1923 (ILUG 1923) tillsammans med det mindre flygplanet Caspar CLE 11.    
Flygplanet som var en förstorad modell av CLE 11 var ett högvingat monoplan mer vingen anstuten mot flygplanskroppens ovansida. Framför vingen fanns en öppen förarkabin för piloten. Under och bakom vingen fanns ett glasat kabinutrymme för åtta passagerare. Landstället var utformat av en tvärgående axel monterad dikt mot flygplanskroppens undersida, med två stora hjul som till halva sin diameter täckete sidan av flygplanskroppen. Bakkroppen avlastades med en sporrfjäder monterad under fenan. Som divkälla användes en Daimler D IV radmotor som drev en tvåbladig propeller, motorn kom senare att bytas ut mod en Maybach Mb IVa. 
Flygplanet flög inte under ILUG men det deltog tillsammans med Caspar CLE 12 i den statiska utställningen.